# Петреня, Татьяна Олеговна
Татьяна Олеговна Петреня (род. 18 октября 1981, Могилёв) — белорусская батутистка, участница четырёх летних Олимпийских игр, чемпионка мира и Европы, заслуженный мастер спорта Республики Беларусь по прыжкам на батуте.

## Биография
Заниматься прыжками на батуте Татьяна Петреня начала в 1988 году в ГСУСУ «Могилёвская городская СДЮШОР „Багима“ им. О. Г. Мищенко». В 2003 году Петреня впервые стала чемпионкой мира, выиграв соревнования в синхронных прыжках в паре с Галиной Лебедевой. На летних Олимпийских играх Татьяна Петреня дебютировала в 2004 году в Афинах. На предварительном этапе белорусская гимнастка не смогла завершить выступление и, получив всего 32,9 балла, заняла последнее 16-е место, выбыв из борьбы за медали.
В 2008 году на летних Олимпийских играх в Пекине Петреня была близка к попаданию в финал, но в квалификационном раунде ей не хватило всего 0,1 балла, чтобы сравняться с попавшей в восьмёрку сильнейших узбекистанской гимнасткой Екатериной Хилько. На летних Олимпийских играх 2012 года в Лондоне Петреня впервые смогла пробиться в финал соревнований. По итогам квалификации белорусская гимнастка показала третий результат. В финале Петреня набрала 55,670 балла и заняла 5-е место.
На летних Олимпийских играх 2016 года в Рио-де-Жанейро Татьяна Петреня выиграла квалификационный раунд, показав третий результат в первой попытке и первое во второй. В финале белорусская спортсменка допустила ошибку, в результате чего, набрав 54,650 баллов, заняла лишь 5-е место. В 2017 году 36-летняя белорусская гимнастка впервые стала чемпионкой мира в личных прыжках, опередив в финале японку Айано Киси и канадку Софьян Мето. По итогам года Петреня была названа спортсменкой года в Беларуси по результатам опроса спортивных журналистов газетой «Спортивная панорама».

## Личная жизнь
- В 1999 году окончила Могилёвское училище олимпийского резерва, а в 2005 году Могилёвский государственный университет им. А. А. Кулешова[1].